# 수전 아널드
수전 아널드(영어: Susan Arnold, 1954년 3월 8일 ~ )는 미국의 기업인이다. 2021년 밥 아이거의 뒤를 이어 월트 디즈니 컴퍼니의 회장으로 지명되었다.
그녀는 필라델피아 출신으로, 펜실베이니아 대학교에서 학사를, 피츠버그 대학교에서 경영학 석사를 취득했다. 2021년까지 칼라일 그룹 임원으로 재직했고, 2007년부터 2009년까지 프록터 앤드 갬블, 2008년부터 2016년까지 맥도날드 이사회에도 재직했다. 14년간 월트 디즈니 컴퍼니 이사회 임원으로 재직하다가, 2021년 12월 밥 아이거의 뒤를 이어 디즈니 역사상 최초의 여성 회장으로 지명되었다.